# Achilleas Toskas
Achilleas Toskas (griechisch Αχιλλέας Τόσκας, * 1. Oktober 2004) ist ein griechischer Handballspieler, der aktuell beim TVB Stuttgart unter Vertrag steht.

## Karriere

### Im Verein
Achilleas Toskas spielt in Griechenland für Bianco Monte Drama 1986. Mit Monte Drama nahm er am EHF European Cup 2021/22 teil, in welchem er insgesamt 53 Tore erzielte. Im Sommer 2024 wechselte er zum deutschen Erstligisten TVB Stuttgart.

### In Auswahlmannschaften
Mit der Junioren-Nationalmannschaft nahm er an der U21-Weltmeisterschaft 2023 teil und belegte den 15. Platz. Mit 29 Toren war er der Top-Scorer seines Teams. Er steht im Kader der A-Nationalmannschaft und erzielte bisher 54 Tore in 15 Spielen. Bei der Europameisterschaft 2024 belegte er mit dem Team den 23. Platz.